# Baros Gyula
Baros Gyula (Budapest, 1876. január 22. – Budapest, Kőbánya, 1936. október 17.) középiskolai tanár, irodalomtörténész, 1927-től a Magyar Tudományos Akadémia levelező tagja (1927).

## Életpályája

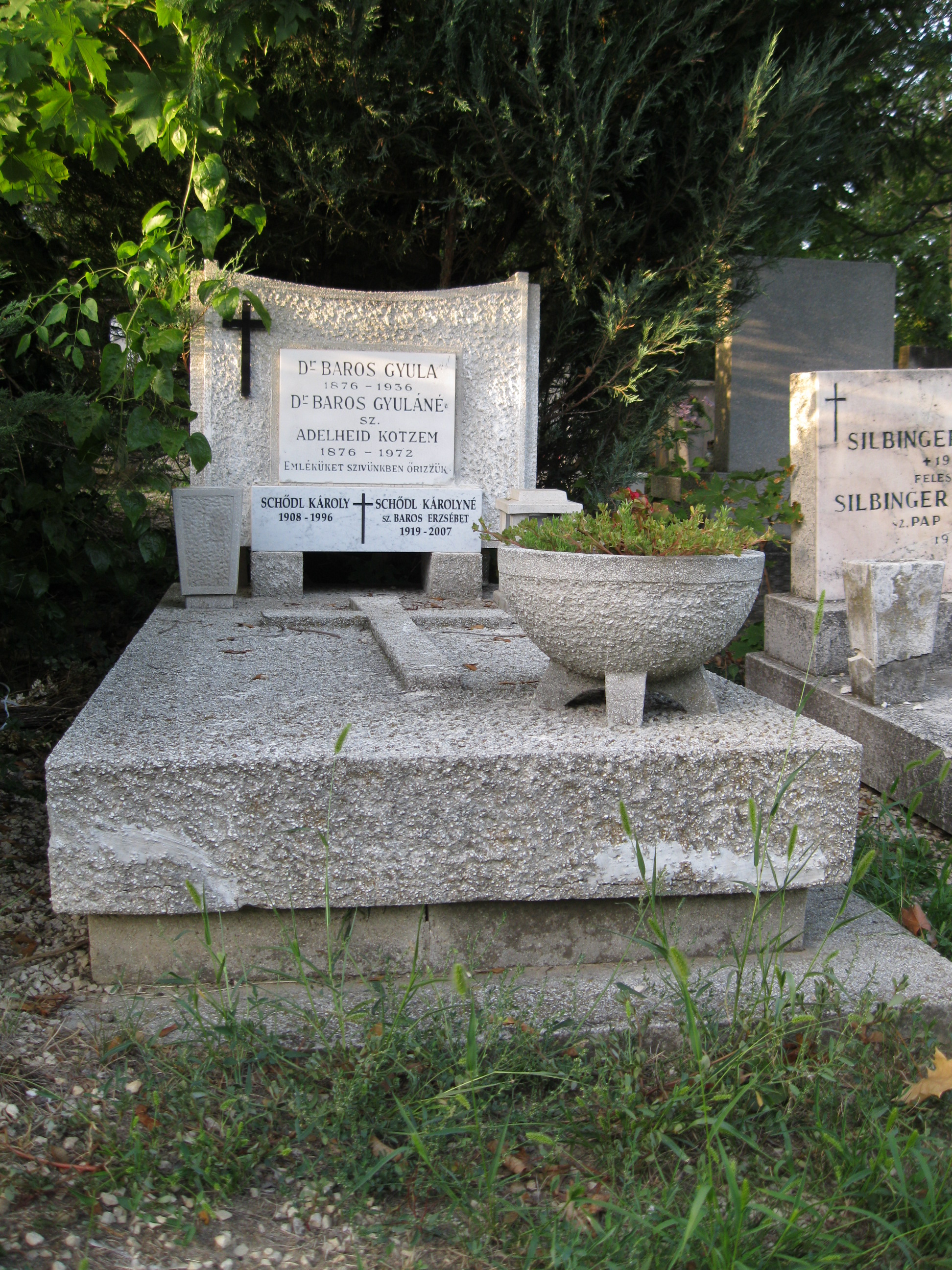
Sírja a Farkasréti temetőben

Baros László és Sári Mária fia. Felsőfokú tanulmányait a budapesti egyetemen végezte magyar-latin szakon. 1899-től nőnevelő, 1906-tól a Veres Pálné Leánygimnázium tanára, több alkalommal (1912–1915 és 1932–1936 között) igazgatói teendőket látott el a gimnáziumban. 1919–1921 között magyar nyelvi szakfelügyelői feladatot vállalt Budapesten.
Korán bekapcsolódott az irodalomtörténészek körébe. Horváth Jánossal és Pintér Jenővel 1911-ben megalapította a Magyar Irodalomtörténeti Társaságot, s több ízben is a társaság folyóiratának, az Irodalomtörténet c. kiadványnak helyettes szerkesztője (1915–1916 és 1933–1936 közt) volt. Maga is foglalkozott irodalomtörténet-írással, kisebb tanulmányait szaklapokban (Irodalomtörténet; Napkelet) publikálta, de szép számmal jelentek meg művei kötetekben is. Legjelesebb munkája Boldog Margit legendájának közreadása 1927-ben. 1927-ben választotta be a Magyar Tudományos Akadémia levelező tagjai sorába. Halálát szívkoszorúér-elmeszesedés okozta. A Farkasréti temetőben temették el. Felesége Kotzem Etelka Effrieda Margit volt.

## Művei (válogatás)
- Barcsay és Báróczy. Sajókaza, 1905.
- Radványi verses könyvek. Budapest, 1905.
- Rimay János szerelmi lírája. Budapest., 1906)
- Petőfi a magyar költők lantján. Endrődi Sándorral. Budapest, 1910.
- Gróf Széchenyi István emlékezete. Budapest, 1910.
- Arany János és Tisza Domokos. Budapest, 1911.
- Adatok Barcsay Ábrahám levelezéséhez. Budapest, 1911.
- Arany, Petőfi és a ponyvairodalom. Budapest, 1918.
- Madách nyomai szépirodalmunkban. Budapest, 1923.
- Jókai a szépirodalomban. Budapest, 1925.
- Boldog Margit legendája /A XVI. századi szöveget ... átírta ... Baros Gyula. Budapest. : Magyar Irodalomtörténeti Társaság, 1927.